# Ulrich Hopt
Ulrich Theodor Hopt (* 23. Januar 1948 in Spaichingen) ist ein deutscher Arzt, Chirurg und Hochschullehrer, ehemals Ordinarius für Chirurgie in Rostock und Freiburg. Zu seinen Schwerpunkten gehören die Tumorchirurgie des Verdauungstrakts und die Organtransplantation (Leber, Pankreas, Niere).

## Ausbildung und Klinischer Werdegang
Ulrich Theodor Hopt wurde als Sohn eines Ärzteehepaares geboren. Nach dem Abitur in Rottweil (1966) studierte er 1967 bis 1972 Humanmedizin an der Universität München. 1972 absolvierte er das medizinische Staatsexamen an der Universität München. 1973 bis 1974 war er Medizinalassistent am Kreiskrankenhaus Spaichingen und am Städtischen Krankenhaus München-Schwabing. 1974 bis 1975 war er Stabsarzt beim Jagdgeschwader 74 in Neuburg an der Donau. 1975 wurde er an der Universität München zum Doktor der Medizin promoviert. In seiner Dissertation beschäftigte er sich mit der Wirkung von Aldosteron auf die Mortalitätsrate und den Elektrolyt- und Wasserhaushalt bei schweren Verbrühungen. 1975 bis 1984 war er Assistenzarzt in Spaichingen, am Chirurgischen Universitätsklinikum Tübingen, am Chirurgischen Universitätsklinikum der University of Colorado Denver (USA), am Chirurgischen Universitätsklinikum der University of Minnesota, Minneapolis (USA) und an der Berufsgenossenschaftlichen Unfallklinik Tübingen.
1984 bis 1994 war er Oberarzt und Leitender Oberarzt an der Abteilung für Allgemeine Chirurgie des Chirurgischen Universitätsklinikums Tübingen. 1984 wurde er an der Eberhard Karls Universität Tübingen habilitiert und anschließend war er 1984 bis 1991 Privatdozent für Chirurgie an der Universität Tübingen. 1985 Anerkennung der Teilgebietsbezeichnung Unfallchirurgie. 1991 bis 1994 war er außerordentlicher Professor für Chirurgie an der Universität Tübingen. 1994 bis 2001 war er ordentlicher Professor für Chirurgie an der Universität Rostock. 1997 Anerkennung der fakultativen Weiterbildung Spezielle Chirurgische Intensivmedizin und der Schwerpunktsbezeichnung Viszeralchirurgie. 2001 bis 2016 war er ordentlicher Professor für Chirurgie an der Albert-Ludwigs-Universität Freiburg.

## Ehrungen
- 1984 Ludwig Rehn Preis
- 1995 Ausstellungspreis der Deutschen Gesellschaft für Chirurgie
- 1998 Prof. h. c., Capital University Peking
- 1999 Dr. h. c., Capital University Peking
- 2001 Erich Lexer Preis der Deutschen Gesellschaft für Chirurgie
- 2005 Robert T. Knapp Award
- 2006 Mitglied der Leopoldina (Matrikel-Nr. 7111)